# Pyramidion

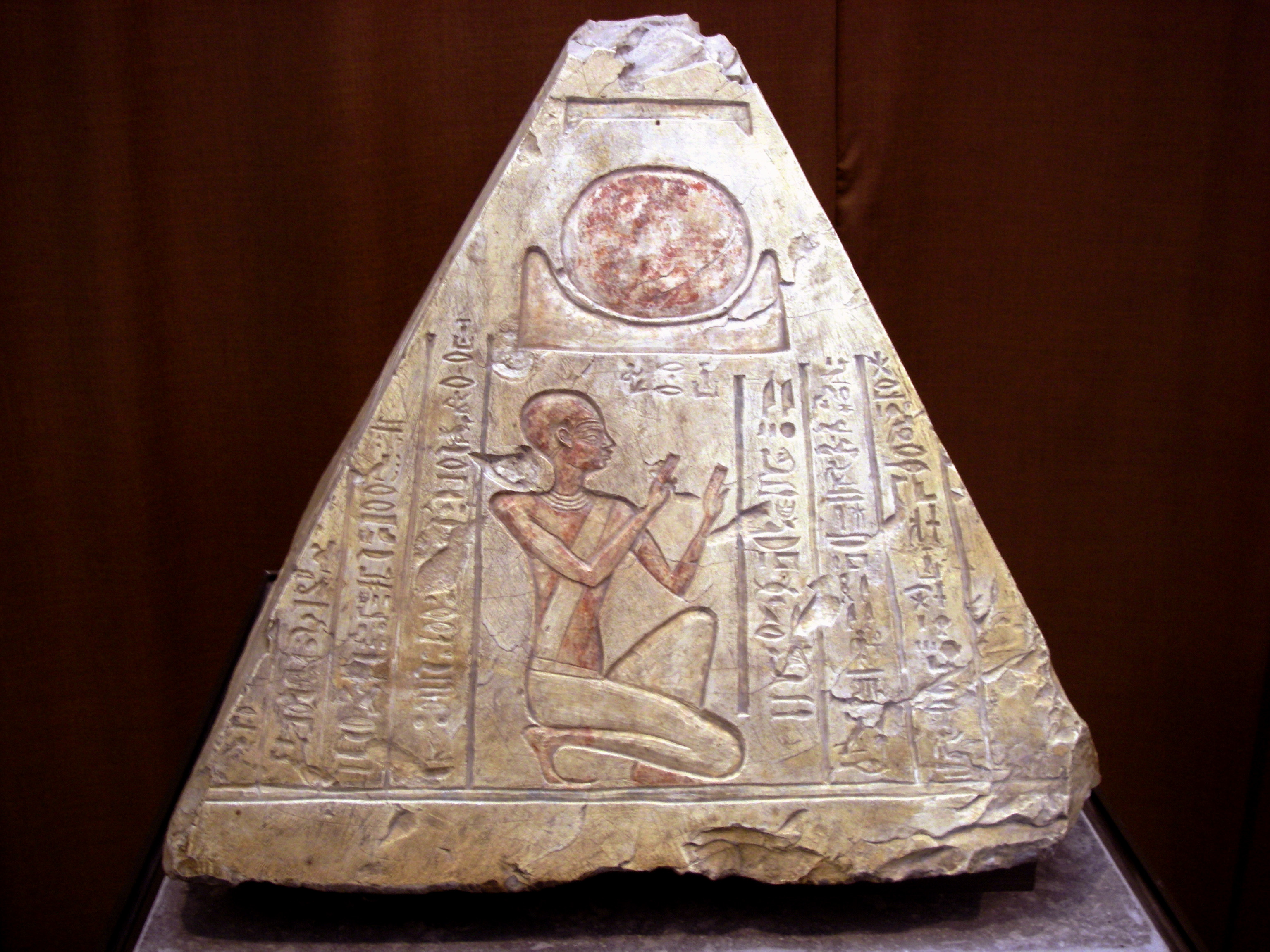
Pyramidion från prästen Rers grav i Abydos, utställd i Eremitaget.

Pyramidion kallas i arkeologin den pyramidformade översta slutstenen på en pyramid eller en obelisk.

## Historik
I det forntida Egypten var pyramidionen den fyrsidiga toppstenen på spetsen av en pyramid eller en obelisk. Den kallades benben och var tillverkad av diorit, granit eller kalksten och fick ett ytskikt av guld eller elektrum så att solens strålar speglade sig i den. Pyramidion smyckades ofta med inristade kungliga titlar och religiösa symboler. Det existerar i dag få ursprungliga pyramidioner; de flesta består av polerad diabas (svart granit) och bär ägarens namn.

## Nutida pyramidioner

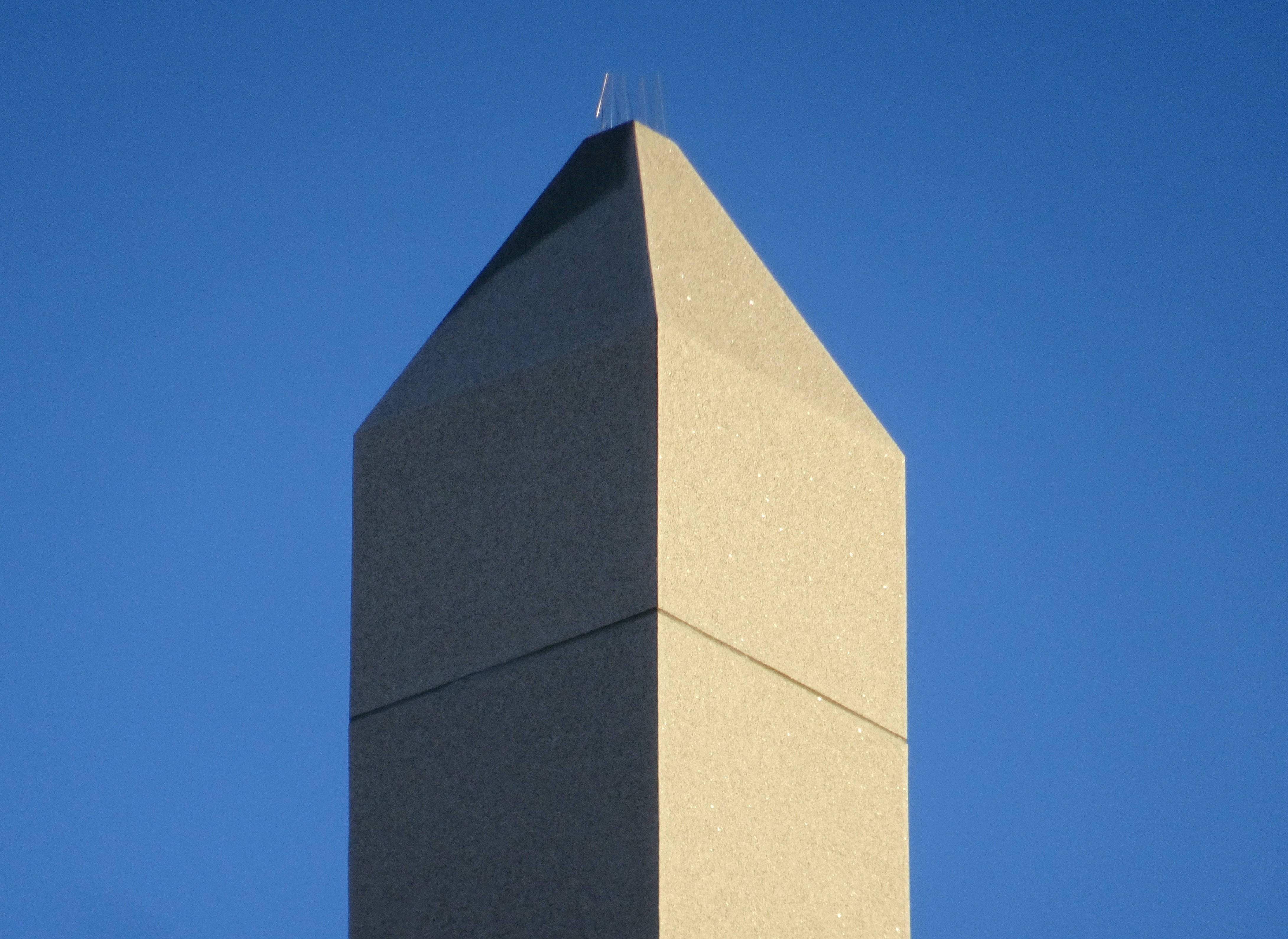
Stockholmsobeliskens pyramidion.

- En nutida pyramidion finns på Luxorobelisken i Paris. År 1998 placerades en förgylld pyramidion på obeliskens topp.
- Washingtonmonumentet har en massiv pyramidion av aluminium som även fungerar som åskledare.
- Obelisken i Stockholm hade en pyramidion av Stockholmsgranit och sidor med cirka 60 graders lutning. Efter renoveringen består toppstenen av bohusgranit.